# Faridpur (Uttar Pradesh)
Faridpur es una ciudad y municipio situada en el distrito de Bareilly en el estado de Uttar Pradesh (India). Su población es de 78249 habitantes (2011). 

## Demografía
Según el  censo de 2011 la población de Faridpur era de 78249 habitantes, de los cuales 41111 eran hombres y 37138 eran mujeres. Faridpur tiene una tasa media de alfabetización del 52,27%, inferior a la media estatal del 67,68%: la alfabetización masculina es del 59,51%, y la alfabetización femenina del 44,25%.